# Hesperoptenus
Hesperoptenus är ett släkte av fladdermöss som ingår i familjen läderlappar. Arterna förekommer i Sydostasien.

## Utseende
Dessa fladdermöss blir 40 till 75 mm långa (huvud och bål) och har en 24 till 53 mm lång svans. Underarmarnas längd är 25 till 60 mm. Mindre arter väger omkring 6 g och större arter väger 30 till 32 g. Pälsen har beroende på art en gråbrun, gulbrun eller rödbrun färg. Hesperoptenus skiljer sig från släktet Eptesicus genom avvikande detaljer av skallens och tändernas konstruktion. Arterna har i överkäken per sida två framtänder och i underkäken finns tre framtänder på varje sida. Per käkhalva förekommer en premolar på ovansidan samt två premolarer på undersidan. De stora öronen är ganska tjocka och köttiga.

## Arter och utbredning
Arter enligt Catalogue of Life, Wilson & Reeder (2005) samt IUCN:
- Hesperoptenus blanfordi, från norra Thailand och Laos till Borneo.
- Hesperoptenus doriae, på Malackahalvön och Borneo.
- Hesperoptenus gaskelli, östra Sulawesi.
- Hesperoptenus tickelli, flera populationer på det sydostasiatiska fastlandet och på Sri Lanka.
- Hesperoptenus tomesi, på Malackahalvön och Borneo.

## Ekologi
Individerna vilar i täta bladansamlingar. Där sover de ensam eller de bildar mindre flockar. Varje individ eller ett par har ett jaktområde som försvaras mot artfränder. De lämnar viloplatsen tidigt på kvällen och fångar insekter. Fortplantningssättet är främst känt för Hesperoptenus tickelli. Hos denna art föds en unge i maj eller juni.